# 1 Thibault Square
1 Thibault Square, antes conocido como LG Building y originalmente conocido como BP Center, es un rascacielos modernista de 126,5 metros en Thibault Square, de estilo europeo, al final de St George's Mall, Ciudad del Cabo, Sudáfrica

## Descripcíón
Su construcción comenzó en 1969 y terminó en 1972. Ese año se convirtió en el más alto de la ciudad y conservó el título hasta 2019, cuando fue superado por la Portside Tower. Se encuentra a 45 grados de la cuadrícula rectangular de la ciudad. El giro diagonal de 34 grados, que lo coloca en un eje norte-sur, reduce las cargas de sol en las fachadas, reduciendo así la presión sobre el sistema de aire acondicionado. 
Para proteger aún más las fachadas, se montó una pantalla prefabricada en cada piso, lo que permite un buen flujo de aire y corta los rayos directos del sol. Esta orientación única también significa que todas las oficinas tienen vistas a la montaña o al puerto, y que ninguna mira directamente a los edificios circundantes. El exterior de granito oscuro de Paarl fue elegido para parecerse al color de la Montaña de la Mesa.
En 2006, el edificio se vendió junto con otros dos edificios de oficinas en Ciudad del Cabo por 300 millones de rand y era en ese momento la propiedad comercial de grado A más grande de la ciudad
Flanqueada por la escultura de acero y bronce del Paisaje mitológico de John Skotness, la plaza de abajo es un espacio público popular para los trabajadores de oficina y los visitantes de la ciudad. El edificio proporciona un punto focal para Thibault Square
En 2008, el edificio fue reconocido en una encuesta nacional por el Instituto Sudafricano de Arquitectura como uno de los "buenos edificios" del país.